# Organiste à calotte bleue
Chlorophonia occipitalis
Espèce
Statut de conservation UICN

 LC  : Préoccupation mineure
L’Organiste à calotte bleue (Chlorophonia occipitalis) est une espèce de passereaux de la famille des Fringillidae.

## Répartition
Cet oiseau se trouve au Salvador, au Guatemala, au Honduras, au Mexique et au Nicaragua.

## Habitat
Son habitat naturel est les montagnes tropicales ou subtropicales humides.